# Développement rural

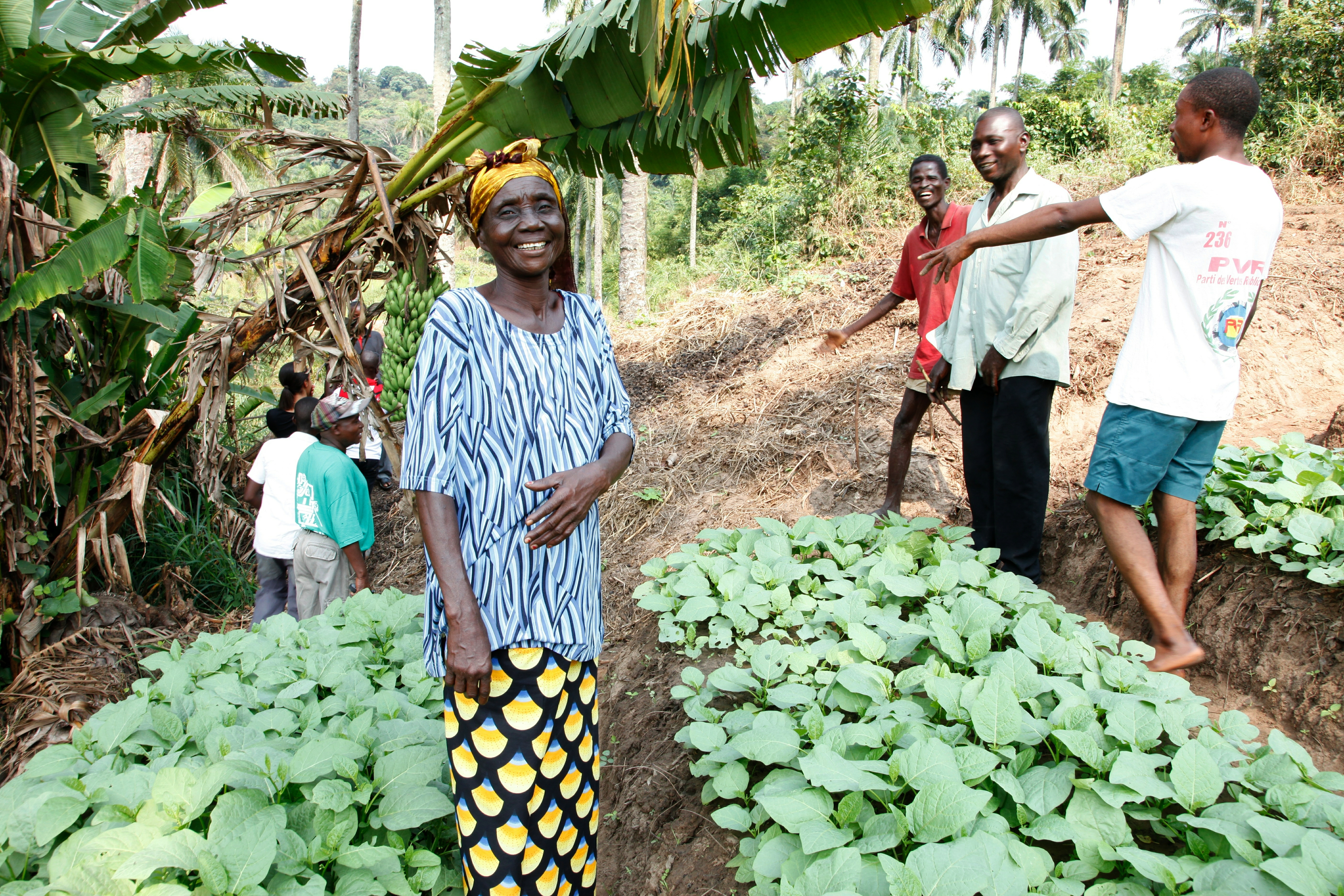
Des membres du groupe d'agriculteurs communautaires travaillent dans leurs champs communautaires près de la ville de Masi Manimba, province du Bandundu, RDC. Depuis qu'elle a reçu une formation sur l'alimentation et la nutrition plus saines de l'ONG Action contre la Faim, la communauté s'est organisée en groupes bénévoles et a eu l'idée d'une ferme coopérative. Elle produit maintenant suffisamment de nourriture pour nourrir les 35 familles de la communauté tout en leur laissant suffisamment pour vendre au marché local. L'aide britannique a aidé le gouvernement de la RDC et les agences humanitaires, y compris Action contre la Faim, à fournir des programmes de réponse nutritionnelle d'urgence à travers la RDC en 2010 et 2011. Dans certaines régions, les communautés ont repris certaines des idées qu'Action contre la Faim leur a apportées et se sont organisées pour lutter contre la malnutrition à partir de la base - en formant leurs propres fermes coopératives et groupes d'auto-assistance.

Le développement rural représente l'un des volets de la politique agricole commune (PAC) de l'Union européenne. Il en constitue le « 2e pilier ». 
Il est une approche globale et coordonnée des territoires ruraux dans leurs diverses composantes :
- sociale : démographie, services, etc.
- économique : activités, bassin d'emploi, ressources
- environnementale.

Il a pour objet de mieux tirer parti des complémentarités entre ville et campagne et de valoriser les ressources spécifiques des territoires ruraux.

## Origine
Le Conseil européen de Berlin des 24 et 25 mars 1999 a décidé de compléter la dimension de la PAC portant sur le soutien des marchés et des prix agricoles (le « 1er pilier » de la PAC) par un « 2e pilier » consacré au développement rural.
La programmation est centrée sur :
- l’amélioration de la compétitivité de l’agriculture et de sa multifonctionnalité ;
- la promotion de la protection de l’environnement en agriculture ainsi que des mesures forestières contribuant au développement durable ;
- la participation au développement économique des territoires ruraux.

## Période 2000-2006: le règlement de développement rural
C'est le règlement de développement rural (RDR) qui définit la politique communautaire de développement rural, composée de mesures de restructuration du secteur agricole, et de financements portant sur l'environnement et la gestion de l’espace rural (notamment la gestion des sites Natura 2000), l'économie rurale et le développement local. Ces différentes mesures peuvent être classées en 2 groupes :
- mesures d'accompagnement de la réforme de 1992 : préretraite, mesures agroenvironnementales et boisement, ainsi que le régime concernant les zones défavorisées ;
- mesures de modernisation et de diversification des exploitations agricoles : investissement dans les exploitations agricoles, installation de jeunes agriculteurs, formation, soutien aux investissements dans les installations de transformation et de commercialisation, aide complémentaire à la sylviculture, promotion et reconversion de l'agriculture.

Ce règlement est décliné par les États membres en Plans de Développement Rural, le plus souvent au niveau des Régions (comme en Italie ou en Espagne), exceptionnellement au niveau national (cas de la France).

## Période 2007-2013: le fonds européen agricole pour le développement rural
Conformément au règlement (CE) no 1698/2005 (dit règlement de développement rural II), la programmation de développement rural soutenu par l'Union européenne se fonde, pour la période 2007-2013, sur le nouveau fonds européen agricole pour le développement rural (FEADER).
Elle s'organise autour de quatre axes définis par le règlement de développement rural :
| Axe   | Description                                                               | Exemples de mesures |
| ----- | ------------------------------------------------------------------------- | --- |
| Axe 1 | Amélioration de la compétitivité des secteurs agricole et forestier.      | Sous cet axe sont regroupées, outre des mesures transitoires pour les États récemment entrés dans l'Union européenne, des mesures visant à : - améliorer les connaissances et à renforcer le potentiel humain (formation, aide à l'installation...) ; - restructurer et à développer le capital physique ainsi qu'à promouvoir l'innovation (modernisation des exploitations, amélioration des infrastructures...), - améliorer la qualité de la production et des produits (aide à l'adaptation aux normes, soutien aux groupements de producteur...). |
| Axe 2 | Amélioration de l'environnement et de l'espace rural                      | indemnités compensatoires des handicaps naturels permanents (ICHN), mesures axées sur l'utilisation durable des terres forestières (premier boisement, agroforesterie...). |
| Axe 3 | Qualité de la vie en milieu rural et diversification de l'économie rurale | Mesures visant par exemple à diversifier l'économie rurale, à améliorer l'offre de services de base ou la mise en valeur du patrimoine. |
| Axe 4 | Poursuite du programme Leader.                                            | |

La mise en œuvre du programme doit s'appuyer sur la constitution d'un « réseau rural » au niveau de chaque État membre.

### Mise en œuvre en France
En France, le programme communautaire se décline en six « programmes de développement rural », dont un pour la France métropolitaine hors Corse, un pour la Corse et un pour chaque département d'outre-mer.
Le programme de développement rural pour la France métropolitaine hors-Corse est dit « programme de développement rural hexagonal » (PDRH) ; il comporte un « socle commun » et 21 volets régionaux spécifiques. Ce PDRH est doté sur la période 2007-2013 de 5,7 milliards d’euros de crédits communautaires, provenant du FEADER. Une programmation 2014-2020 est en préparation fin 2013, avec aussi depuis 2011 des groupes de travail préparant les « mesures agroenvironnementales et climatiques » (« MAEC ») à horizon 2015 (hors transition 2014), sous l'égide du ministère de l'agriculture.

## Outils de la politique de développement rural

### Indemnités compensatoires des handicaps naturels permanents
Les indemnités compensatoires des handicaps naturels permanents (ICHN) sont définies principalement aux articles 37 et 50 de la directive no 1698/2005. Elles sont attribuées chaque année à des exploitants qui s'engagent à poursuivre leur activité agricole. Leur montant dépend de la surface agricole utile et doit compenser les coûts supplémentaires supportés par les agriculteurs ainsi que la perte de revenus subie en raison du handicap de la zone concernée. 
Les zones donnant droit à ICHN sont délimitées par les États membres et concernent :
- les zones de montagne, auxquelles sont assimilées les zones situées au nord du 62e parallèle ;
- des zones affectées de handicaps naturels importants (faible productivité des sols, conditions climatiques difficiles...), dans lesquelles il importe de maintenir une agriculture extensive pour la gestion des terres ;
- des zones affectées de handicaps spécifiques, dans lesquelles le maintien de la gestion des terres est nécessaire pour assurer la conservation ou l'amélioration de l'environnement, l'entretien de l'espace rural, la préservation du potentiel touristique, ou pour des motifs de protection côtière.

Les ICHN viennent en complément des droits à paiement unique (DPU) attribués aux agriculteurs dans le cadre de la politique agricole commune. En effet, les DPU, qui sont liés aux rendements historiques des terres, risquent d'être moins élevés dans les zones à handicap, alors même que les conditions d'accès (par exemple en montagne) rendent plus coûteux de maintien de conditions agronomiques et environnementales satisfaisante, maintien qui est exigé pour l'attribution des DPU. Les ICHN doivent également être distingués des paiements agroenvironnementaux, même s'ils participent à certains des objectifs de ces derniers en matière environnementale.
La Commission européenne a proposé, un « meilleur ciblage de l'aide aux agriculteurs établis dans les zones à handicaps naturels », se fondant sur la définition de critères communs de délimitation de ces zones. Le nouveau zonage risque toutefois de conduire au déclassement de nombreux territoires actuellement concernés par les ICHN.

## Développement rural et politique de cohésion
Si le développement rural à proprement parler correspond au second pilier de la PAC, la politique de cohésion participe également au développement des territoires ruraux en Europe. Cette politique intervient à travers les fonds structurels. Ceux-ci contribueraient pour 71 milliards d'euros aux zones rurales sur la période 2007-2013, s'ajoutant aux 91 milliards d'euros pour le second pilier de la PAC.